# شهرستان تیوریف
شهرستان تیوریف (به لاتین: Tyvriv Raion) یک منطقهٔ مسکونی در اوکراین است که در استان وینیتسیا واقع شده‌است.